# الطاهر صيود
الطاهر صيود ولد في يونيو 1937 في المهدية، وتوفي في 24 نيسان 2025 في تونس هو دبلوماسي وسياسي ومصرفي تونسي.

شغل العديد من المناصب في الدولة التونسية ومؤسساتها، ويلقب «برائد الدبلوماسية التونسية» من جهة، و«المفاوض» من جهة أخرى لكونه المفاوض الرئيسي في اتفاقية الشراكة بين تونس والاتحاد الأوروبي.

## السيرة الذاتية
زاول الطاهر صيود تعليمه العالي في باريس في الستينات، وذلك فاختصاص القانون والعلوم السياسية. وعمل في مكتب الشركة التونسية للبنك في العاصمة الفرنسية في تلك الفترة. بعد ذلك عاد لتونس وأصبح رئيس مكتب المدير العام للإذاعة والتلفزة التونسية الحبيب بن الشيخ لعدة سنوات، وعندما عين هذا الأخير وزيرا للبريد والبرق والهاتف في 1971 انتقل معه للوزارة، ولكنه سرعان ما رجع إلى باريس.

في السبعينات، عين وزيرا مستشارا في سفارة تونس في بلجيكا (الثاني من حيث الأهمية بعد السفير)، وكان له دور بارز في المفاوضات التي تبعت أول توسيع الاتحاد الأوروبي في 1973، حيث كان الهدف تحيين اتفاقية التعاون بين تونس والسوق الأوروبية المشتركة بعد إضافة ثلاثة دول إلى الستة السابقين.

كتكريم له على نجاحه في المفاوضات، عين الطاهر صيود سفير لبلاده في الإمارات، وبفضل العلاقة التي ربطها مع ناصر النويس المدير العام لجهاز أبوظبي للاستثمار، استطاع صيود اقناع النويس بزيارة تونس ولقاء الوزير الأول الهادي نويرة، الزيارة التي انتهت بتوقيع اتفاق إنشاء الشركة العربية للأسمدة الفوسفاتية والنيتروجينية (المجمع الكيميائي التونسي).

في أبريل 1980، اقترح وزير التخطيط ووالمالية منصور معلى على الطاهر صيود منصب نائب محافظ البنك المركزي التونسي المكلف بالشؤون الدولية، الأمر الذي قبله صيود، وأمضى 8 سنوات في خدمة البنك المركزي. من أبرز أعماله أثناء هذه الفترة، كانت إنشاء بنوك تنمية مع عدة دول عربية وهي البنك التونسي الكويتي للتنمية (1980) والشركة التونسية السعودية للتنمية والاستثمار (1981) والبنك التونسي القطري (1982) وبنك تونس والإمارات للاستثمار (1982) والبنك التونسي الليبي (1984) وأخيرا بنك تعاون المغرب العربي (أغلق فيما بعد). كان أيضا من أهم الواضعين لخطة التكيف الهيكلي في 1986.

عين في 1988 في منصب سفير تونس في هولندا والدنمارك وكانت له علاقة متميزة مع بياتريكس ملكة هولندا. بعد عودته لتونس، أصبح على رأس الإدارة العامة للشؤون الأوروبية في وزارة الخارجية، وكانت تونس حينها تستعد لبدأ مفاوضات مع الاتحاد الأوروبي لتعويض اتفاق التعاون لسنة 1976.

تم توقيع اتفاقية الشراكة بين تونس والاتحاد الأوروبي في 17 يوليو 1995، وكان صيود قد عين سفيرا لتونس في بلجيكا واللوكسمبورغ والاتحاد الأوروبي ليساهم في تطبيق هذا الاتفاق، وكان هدفه تكوين تمثيلية دائمة مستقلة لدى الاتحاد الأوروبي، لكنه لم ينجح في ذلك.

في 2 أكتوبر 1998، عين كاتب دولة لدى وزير الشؤون الخارجية في حكومة حامد القروي وواصل منصبه في حكومة محمد الغنوشي الأولى، حتى 23 يناير 2001 تاريخ تعيينه وزيرا للتجارة في نفس الحكومة، وبقي على رأس الوزارة حتى 5 سبتمبر 2002. رجع وقتها ليعين ثانية سفيرا لبلاده في بلجيكا واللوكسمبورغ والاتحاد الأوروبي حتى 2005.

عند عودته لتونس، أصبح رئيس مجلس إدارة بنك تونس العربي الدولي، وفي نفس الوقت ترأس الجامعة التونسية لكرة القدم بين 2007 و2008، قبل أن يغادر رئاسة مجلس الإدارة، ويصبح مديرا فقط حتى الآن.

من جهة أخرى، هو عضو في مكتب الجمعية التونسية لقدماء السفراء والقناصل العامين، والتي يترأسها منذ 2015.